# Dactylopisthoides
Dactylopisthoides é um gênero de aranhas da família Linyphiidae descrito em 1990 e endêmico da Rússia.